# Propeamussium siratama
Propeamussium siratama is een tweekleppigensoort uit de familie van de Propeamussiidae. De wetenschappelijke naam van de soort is voor het eerst geldig gepubliceerd in 1951 door Oyama in Kuroda.